# پاولی (اکلاهما)
پاولی(به انگلیسی: Paoli) شهری در ایالت اکلاهما کشور ایالات متحده آمریکا است که جمعیت آن در سرشماری سال ۲۰۱۰ میلادی، ۶۱۰ نفر بوده‌است.